# Foresta di Sa Matta
La foresta di Sa Matta è un complesso forestale appartenente al demanio della regione Sardegna. Si estende in comune di Bultei, nella parte centro settentrionale dell'Isola, su una superficie di 844 ettari tra quota 523 e quota 975. 

L'ingresso della foresta si trova lungo la strada provinciale 128 bis nel tratto che unisce i centri di Pattada e Bultei, poco dopo il lungo rettilineo in località S'ena de Lottori.